# Jarosław Jóźwiak
Jarosław Tomasz Jóźwiak (ur. 4 lutego 1983 w Nowym Dworze Mazowieckim) – polski prawnik kanonista, polityk, samorządowiec, w latach 2014–2016 wiceprezydent Warszawy.

## Życiorys
Ukończył studia na Wydziale Prawa i Administracji oraz Wydziale Prawa Kanonicznego na Uniwersytecie Kardynała Stefana Wyszyńskiego, a potem studia podyplomowe z zarządzania administracją w Akademii Koźmińskiego.
Mieszkaniec Warszawy wcześniej związany z Legionowem. Od 1999 związany z Fundacją Joanny Fabisiak „Świat na TAK” – początkowo jako wolontariusz, laureat konkursu dla młodzieży „Ośmiu wspaniałych” organizowanego przez fundację, następnie koordynator programu rozwoju i tworzenia grup wolontariackich, a w latach 2001–2006 członek zarządu fundacji odpowiedzialny za finanse i organizację.
Działacz Platformy Obywatelskiej. Wysoki urzędnik w Urzędzie m.st. Warszawy od czasu objęcia urzędu prezydenta Warszawy przez Hannę Gronkiewicz-Waltz w 2006: początkowo p.o. wicedyrektora gabinetu prezydenta Warszawy, odpowiedzialny za współpracę z radą miasta, nadzór nad dzielnicami, przygotowanie rocznic i wydarzeń ważnych dla stolicy oraz współpracę zagraniczną. Był pełnomocnikiem wyborczym w ratuszu, zajmował się też organizacją uroczystości po katastrofie pod Smoleńskiem oraz koordynacją działań służb podczas powodzi. Następnie od 2013 dyrektor Centrum Komunikacji Społecznej – biura Urzędu m.st. Warszawy zajmującego się konsultacjami społecznymi, kontaktami z mieszkańcami i organizacjami pozarządowymi oraz promocją i współpracą zagraniczną. Od 2014 wiceprezydent Warszawy odpowiedzialny za bezpieczeństwo i zarządzanie kryzysowe, gospodarkę nieruchomościami i reprywatyzację, kulturę i sztukę, obsługę prawną Urzędu m.st. Warszawy, sport i rekreację, promocję, a także komunikację z mieszkańcami i partycypację społeczną.
Miał opinię aktywnego i niezwykle wpływowego polityka w stołecznym samorządzie, sprawnego PR-owca i kadrowego Platformy Obywatelskiej, autora strategii przejmowania postulatów działaczy organizacji pozarządowych przez administrację ratusza i zatrudniania aktywistów miejskich. Był jednym z najbliższych współpracowników Hanny Gronkiewicz-Waltz, z którą zna się od czasów pełnienia przez nią funkcji prezesa Narodowego Banku Polskiego.
Został członkiem i wiceprzewodniczącym Krajowego Sądu Koleżeńskiego PO, od 2013 jest wiceprzewodniczącym Zarządu Powiatu PO w Legionowie a od 2016 przewodniczący koła PO Warszawa Bemowo i członkiem zarządu warszawskich struktur PO.
W wyborach samorządowych w 2010 kandydował bez powodzenia z listy PO w wyborach do sejmiku województwa mazowieckiego. W związku z aferą reprywatyzacyjną w Warszawie 8 września 2016 został odwołany z funkcji wiceprezydenta (bezpośrednio nadzorował Biuro Gospodarki Nieruchomościami – komórkę urzędu odpowiadającą za reprywatyzację).
Wchodził w skład rady nadzorczej Miejskich Zakładów Autobusowych, a następnie był przewodniczącym rady nadzorczej Miejskiego Przedsiębiorstwa Wodociągów i Kanalizacji. Został również członkiem Rad: Muzeum Warszawy, Muzeum Powstania Warszawskiego oraz Muzeum Sztuki Nowoczesnej. Związany także z kancelarią Prof. Marek Wierzbowski i Partnerzy. W 2023 został wiceprezesem Mazowieckiej Regionalnej Organizacji Turystycznej. W 2024 wszedł w skład rady nadzorczej Mazowieckiego Centrum Rehabilitacji Stocer.
W wyborach samorządowych w 2024 uzyskał mandat radnego Rady m.st. Warszawy z listy Koalicji Obywatelskiej. Objął następnie w ramach tego organu funkcję przewodniczącego Komisji Zdrowia.

## Odznaczenia
Odznaczony Srebrnym Krzyżem Zasługi, Złotym Krzyżem Zasługi oraz Narodowym Orderem Zasługi Republiki Francuskiej (Ordre national du Mérite).